# John R. Pierce
John Robinson Pierce (ur. 27 marca 1910 w Des Moines, zm. 2 kwietnia 2002 w Sunnyvale) – amerykański inżynier.

## Życiorys
Około 1930 roku jego rodzina przeniosła się ze stanu Iowa do Kalifornii. John Pierce podjął tam studia na California Institute of Technology, które zakończył w 1936 roku uzyskaniem stopnia doktora. Wkrótce po doktoracie podjął pracę w Bell Labs. Początkowo pracował tam nad lampami elektronowymi różnego rodzaju. W czasie II wojny światowej zajmował się technikami mikrofalowymi, wykorzystywanymi w konstruowaniu radarów.
Po wojnie zaprosił do Bell Labs Rudolfa Kompfnera, z którym współpracował nad lampami o fali bieżącej oraz ich wykorzystaniem w łączności satelitarnej. Brał udział w konstruowaniu satelity Telstar 1, który został wyniesiony na orbitę w 1962 roku.
Interesował się też wykorzystaniem elektroniki w akustyce i muzyce. Opisał skalę muzyczną, którą na jego cześć nazwano skalą Bohlena-Pierce'a.
Po odejściu z Bell Labs, w 1971 roku wykładał na Caltech oraz Stanford University. Pracował też w Jet Propulsion Laboratory.
Napisał kilka książek popularnonaukowych, dotyczących telekomunikacji oraz akustyki. Tworzył też opowiadania fantastyczno-naukowe, publikując je pod pseudonimem J.J. Coupling.

## Wyróżnienia i nagrody
- National Medal of Science (1963)
- Przyznany w 1963 przez [IEEE] Medal Edisona za pionierskie i wiodące prace w komunikacji satelitarnej, za stymulowanie i wkład w rozwój optyki elektronowej, lampę z falą bieżącą i jej teorię, ograniczenie szumów w strumieniach elektronowych[1].
- IEEE Medal of Honor (1975)
- Nagroda Japońska (1985)